# Galactiac
Galactiac is een superschurk uit de strips van Amalgam Comics. Hij is een combinatie van Marvel Comics' Galactus en DC Comics' Brainiac. Hij maakte zijn debuut in Challengers of the Fantastic #1 (juni 1997)

## Biografie
Galactiac is een kosmisch wezen, dat hele planeten verslindt om zichzelf te voeden. Wel laat hij altijd een stukje van deze planeten over om te bestuderen, en zo meer kennis op te doen.
Galactiac had het ook op de Aarde voorzien. Hij wilde New York als enige overlaten voor zijn studies. Zijn missie werd tegengewerkt door leden van S.T.A.R Labs. Hij werd eerst bevochten door de Four-Armed Thing en Johnny Stormtrooper, maar versloeg hen. Vrijwel direct hierna werd hij zelf verslagen door de Challengers of the Fantastic en de Silver Racer. Hij verliet woedend de aarde, en zwoer wraak te nemen.